# Брюин, Уилл
Уи́льям Кри́стофер Брю́ин (англ. William Christopher Bruin; 24 октября 1989, Сент-Луис, Миссури, США) — американский футболист, нападающий. Выступал за сборную США.

## Карьера

### Ранняя карьера
В 2008 году Брюин поступил в Индианский университет в Блумингтоне и во время обучения выступал за её футбольную команду «Индиана Хузиерс». За три сезона он забил 33 мяча в 66 матчах.
В декабре 2010 года Брюин подписал контракт с MLS по программе Generation adidas.

### Клубная карьера
13 января 2011 года на Супердрафте MLS Брюин был выбран в первом раунде под общим 11-м номером клубом «Хьюстон Динамо». Его профессиональный дебют состоялся 19 марта в поединке первого тура сезона 2011 против «Филадельфия Юнион». 10 апреля в поединке против «Ванкувер Уайткэпс» он забил свой первый гол в профессиональной карьере. 29 апреля во встрече против «Ди Си Юнайтед» Уилл сделал хет-трик. С первого сезона он стал основным футболистом и помог «Динамо» дважды подряд выйти в финал Кубка MLS. Во втором сезоне Брюин забил 12 мячей, став лучшим бомбардиром команды.
23 декабря 2016 года Брюин был продан в «Сиэтл Саундерс» за неназванную сумму в распределительных средствах. 4 марта 2017 года в матче первого тура сезона против своего предыдущего клуба «Хьюстон Динамо» он дебютировал за «Сиэтл», заменив Альваро Фернандеса на 76-й минуте. 11 марта в поединке против «Монреаль Импакт» он забил свой первый гол за «Саундерс». 1 апреля 2019 года Брюин был отдан в аренду фарм-клубу «Сиэтла» в Чемпионшипе ЮСЛ «Такома Дифайенс». В тот же день в матче против «Сакраменто Рипаблик» он забил гол. 18 июня 2019 года на тренировке Брюин порвал переднюю крестообразную связку правого колена, из-за чего выбыл из строя до конца сезона. На поле он вернулся 27 июля 2020 года в матче Турнира MLS is Back против «Лос-Анджелеса», отметившись голом. 2 ноября 2021 года Брюин перенёс артроскопию правого коленного сустава. По окончании сезона 2021 контракт Брюина с «Сиэтл Саундерс» истёк, но 20 января 2022 года клуб перезаключил контракт с игроком на сезон 2022 с опцией продления на сезон 2023. По окончании сезона 2022 «Сиэтл Саундерс» не стал продлевать контракт с Брюином.
10 февраля 2023 года Брюин на правах свободного агента присоединился к «Остину», подписав однолетний контракт на сезон 2023 с опцией продления на сезон 2024 после успешного просмотра в предсезонном лагере клуба. За «Остин» он дебютировал 7 марта в первом матче ⅛ финала Лиги чемпионов КОНКАКАФ 2023 против гаитянского «Виолетта», заменив во втором тайме Диего Фагундеса. 6 мая в матче против «Портленд Тимберс» он забил свой первый гол за «Остин». По окончании сезона 2023 «Остин» не продлил контракт с Брюином.
16 февраля 2024 года Уилл Брюин объявил о завершении карьеры.

### Международная карьера
29 января 2013 года в товарищеском матче против сборной Канады Брюин дебютировал за сборную США. В том же году Уилл попал в заявку национальной команды на участие в домашнем розыгрыше Золотого кубка КОНКАКАФ. На турнире он хоть и завоевал золотые медали, но был запасным и не провёл на поле ни минуты.

## Достижения
Командные
сборная США
- Победитель Золотого кубка КОНКАКАФ: 2013

«Сиэтл Саундерс»
- Чемпион MLS (обладатель Кубка MLS): 2019
- Победитель Лиги чемпионов КОНКАКАФ: 2022